# 亞卑仁街 (沙厘山)
亞卑仁街，又譯亞爐濱街，是澳洲新南威爾斯州雪梨的一條東西向街道，隸屬於雪梨市地方政府行政區。街道西至伊利沙伯街，東至扶連打士街（Flinders Street），長約一公里。

## 圖集

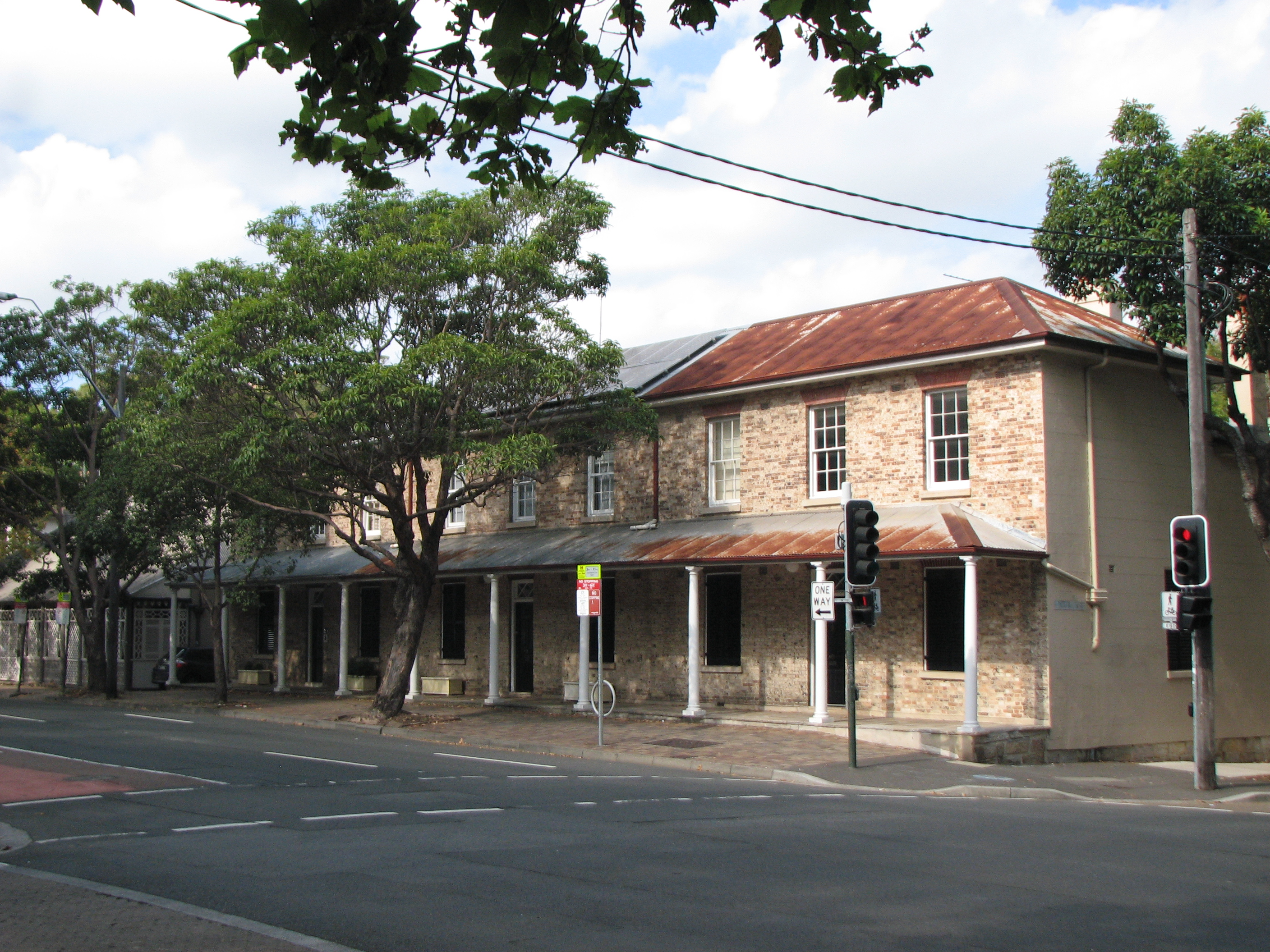
亞卑仁街197–201號（英语：197, 199, 201 Albion Street, Surry Hills）
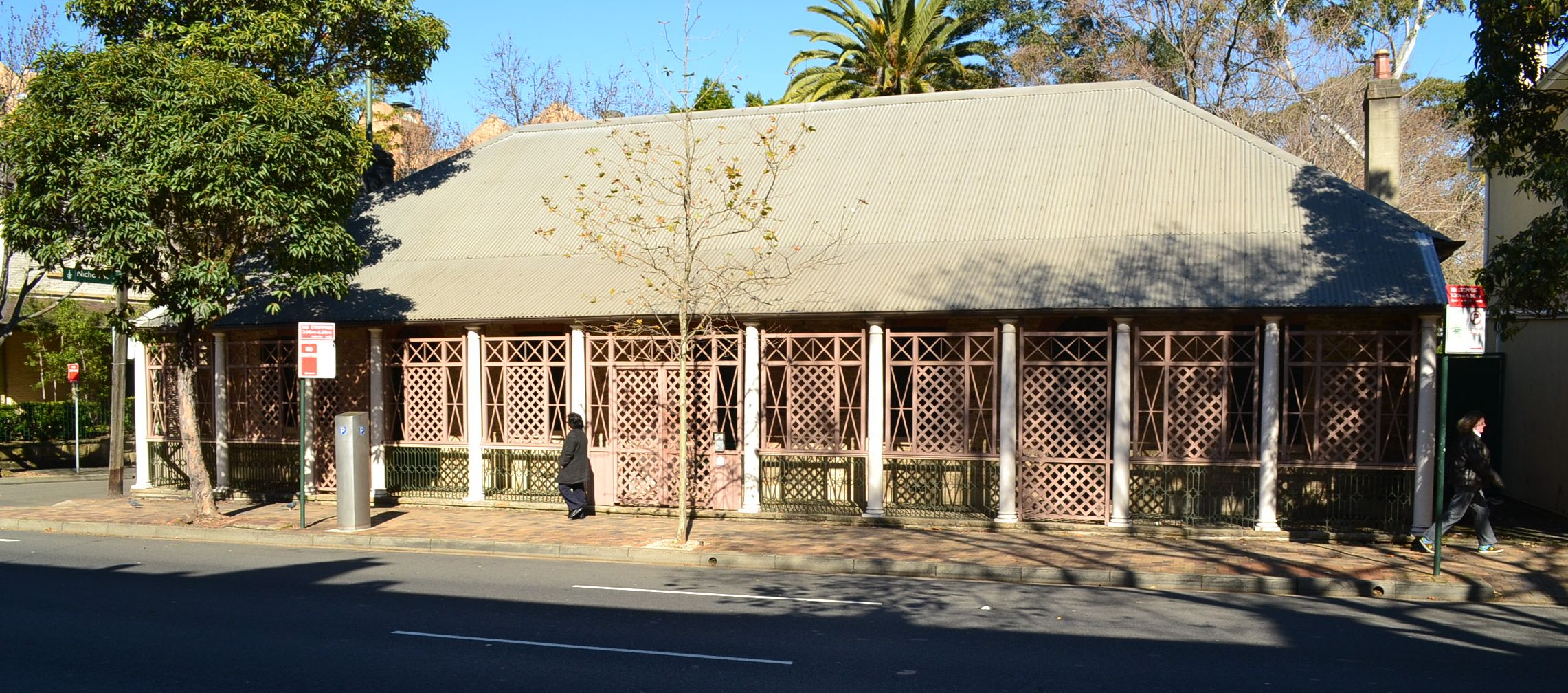
亞卑仁街203–205號（英语：203–205 Albion Street, Surry Hills）
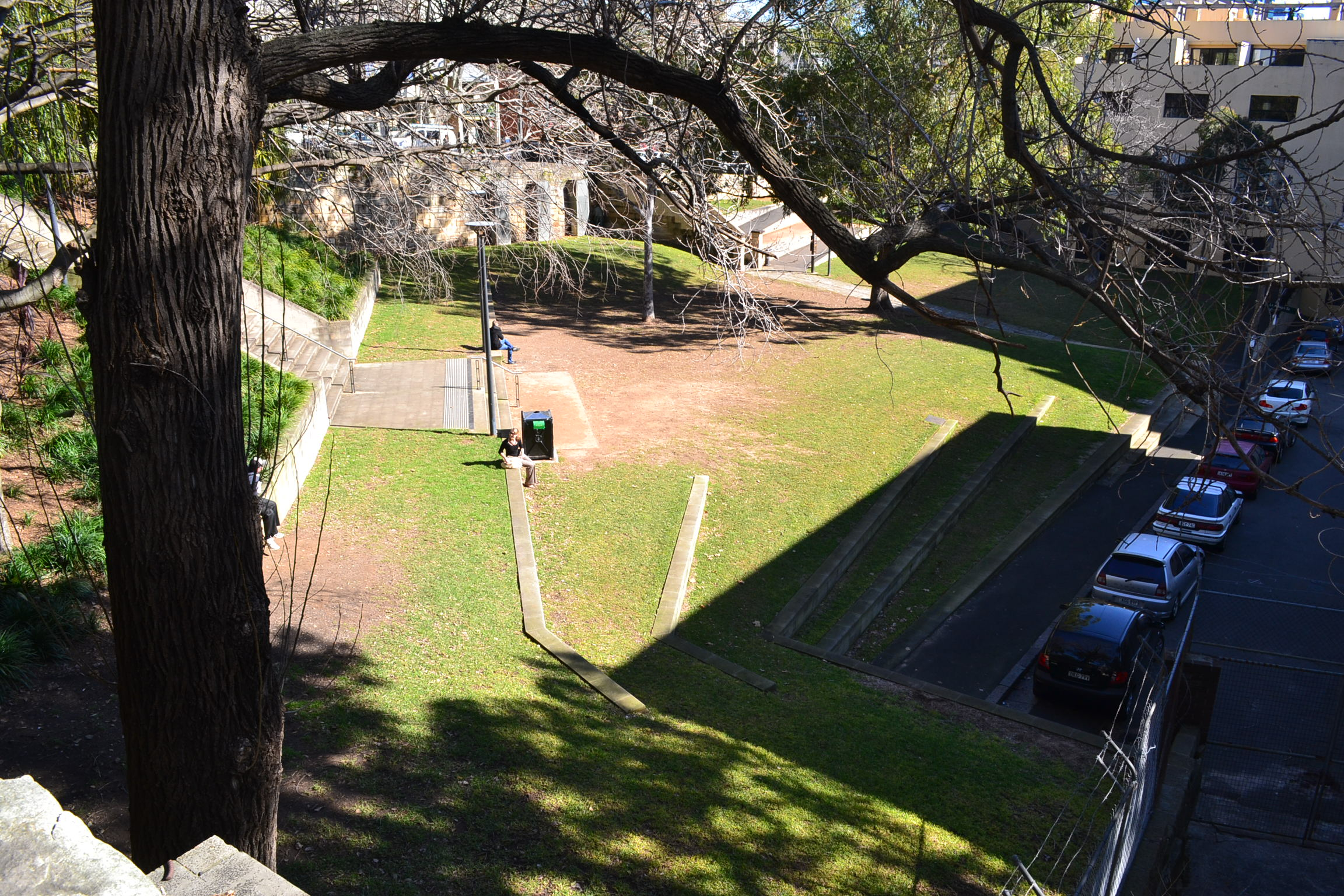
青蛙谷保護區
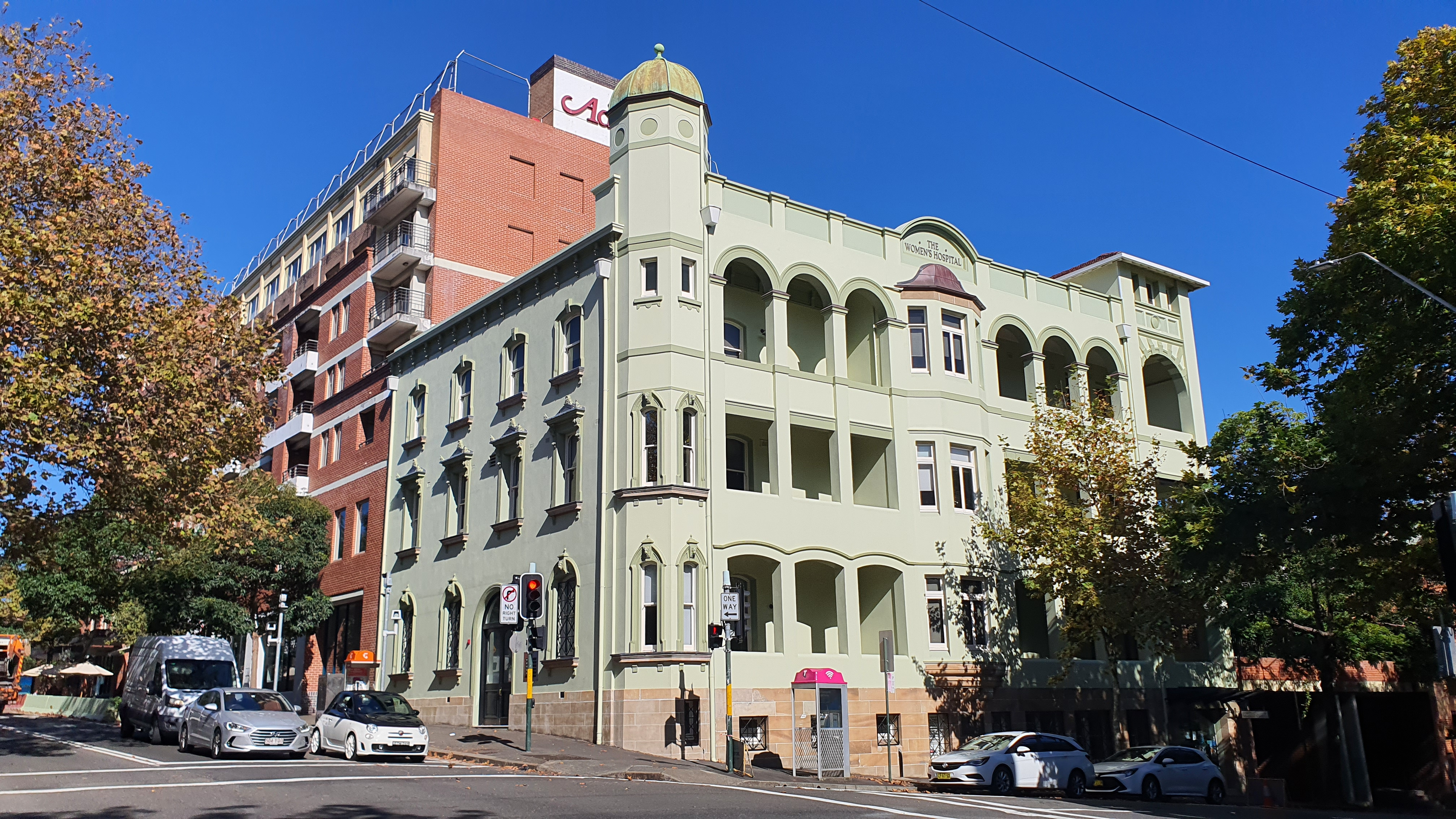
皇冠街婦人醫館（英语：Crown Street Women's Hospital）
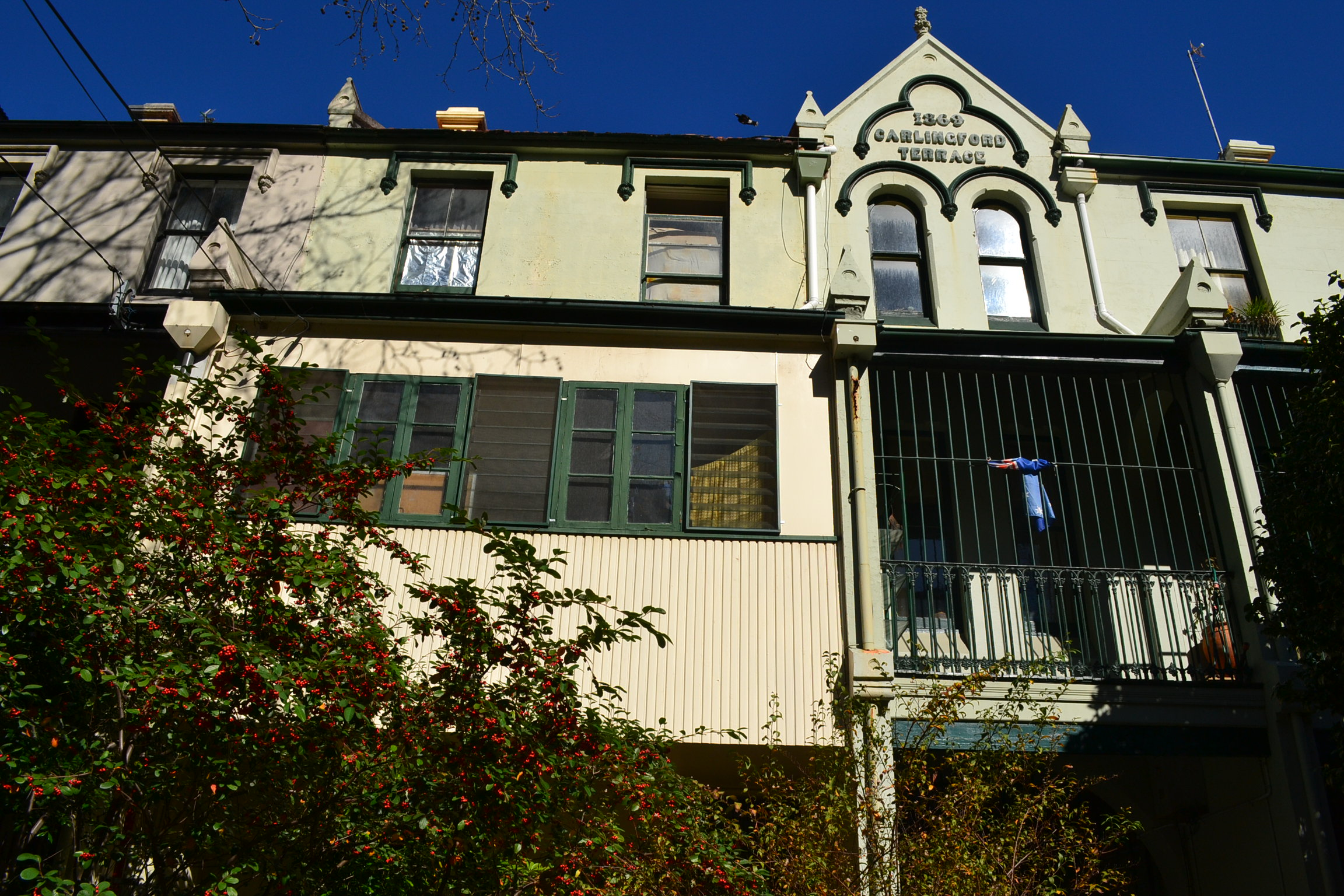
卡靈佛台
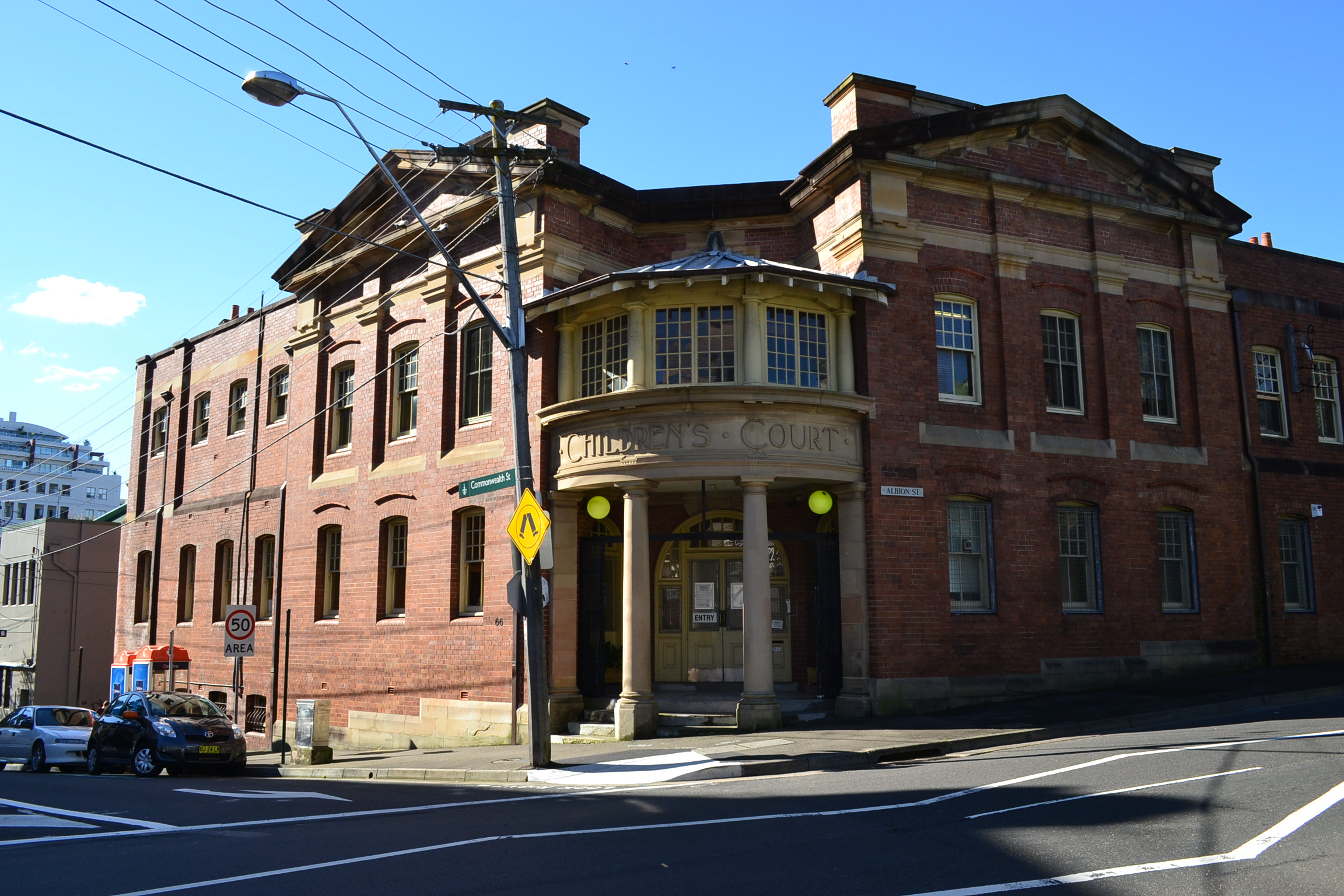
兒童法庭
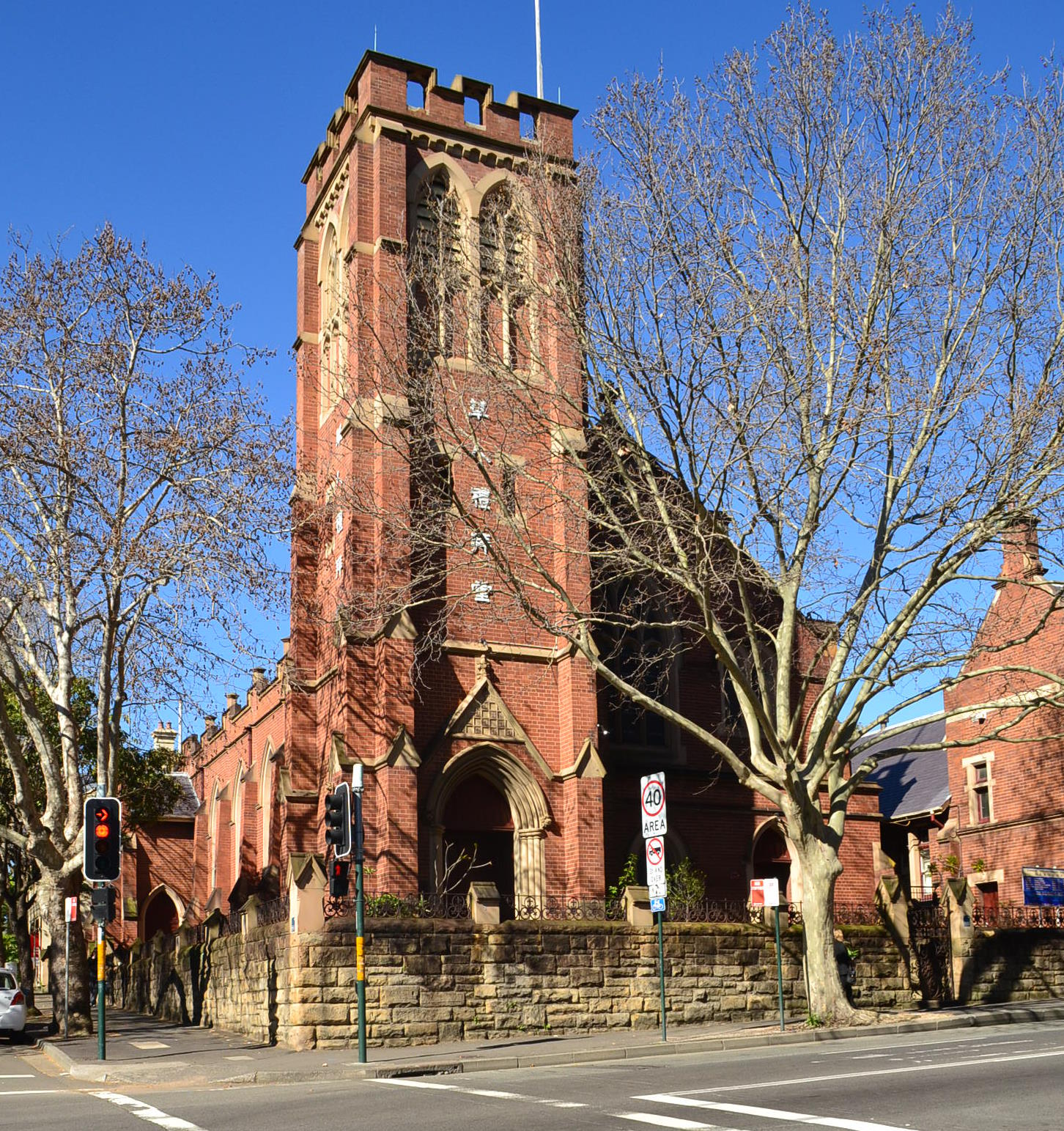
華人長老會教堂
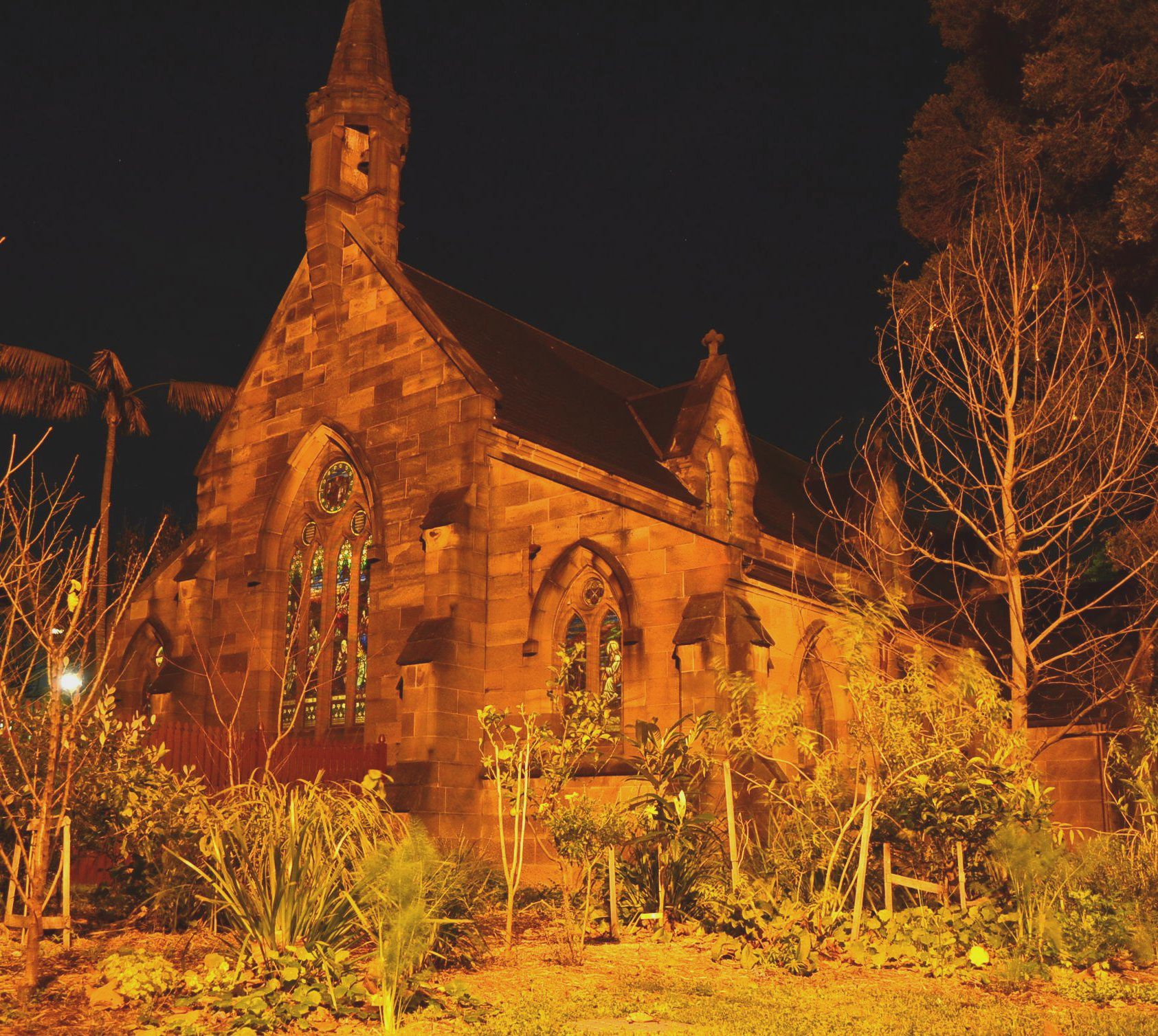
聖米迦勒教堂

## 外部連結
- Chinese Presbyterian Church Official Website （页面存档备份，存于）
- Colonial cottages restoration details （页面存档备份，存于）